# Bysjön (Kolsva socken, Västmanland)
Bysjön är en sjö i Köpings kommun i Västmanland och ingår i Norrströms huvudavrinningsområde.